# Интегрин альфа-3
Альфа-3 интегрин — субъединица интегринового рецептора, кодируемая геном ITGА3. Структура человеческого гена IGTA3 была описана в 1998 году.
Объединяясь с бета-1 субъединицей, образует α3β1-рецептор, связывающийся с такими белками как рилин и нетрин-1, регулирующими процессы нейрональной миграции и позиционирования. По данным одного исследования, взаимодействие субъединицы с цитозольным адаптерным белком DAB1, входящим в сигнальный каскад рилина, регулирует силу сцепления мигрирующих нейронов к волокнам радиальной глии. У мыши-мутанта scrambler с нарушенным геном DAB1 уровень альфа-3 интегрина повышен.

## Клиническая роль
По данным одного исследования, рецепторный комплекс альфа-3-бета-1 может играть роль в проникновении герпесвируса-8 (HHV-8), связанного с саркомой Капоши, внутрь клеток.